# Mecometopus batesii
Mecometopus batesii är en skalbaggsart som först beskrevs av White 1855.  Mecometopus batesii ingår i släktet Mecometopus och familjen långhorningar. Inga underarter finns listade i Catalogue of Life.